# Edmund Mach
Edmund Mach, avstrijski kemik, agronom in enolog, * 16. junij 1846, Bergamo, Kraljevina Lombardija in Benečija (danes Italija), † 24. maj 1901, Dunaj, Avstrija.

## Življenjepis
Rodil se je v Bergamu kot sin vojaškega zdravnika. Študiral je na politehniki v Pragi in na Dunaju, nato pa postal asistent Johanna Oserja na takratni imperialni akademiji za gozdarstvo. Po nekaj letih je odšel na izpopolnjevanje na kmetijsko akademijo v Hohenheimu (danes del tamkajšnje univerze), kjer je preučeval kemijske procese v kmetijski in gozdni prsti. Leta 1870 je postal asistent na avstrijski višji šoli za vitikulturo in sadjarstvo v Klosterneuburgu.
Štiri leta kasneje je bil imenovan za ustanovnega direktorja nove kmetijske šole in eksperimentalne postaje v kraju San Michele all'Adige (takrat del Avstrije, zdaj sodi pod pokrajino Trento v severni Italiji), ustanovo je vodil do leta 1899, ko je postal dvorni svetnik in svetovalec ministrstva za kmetijstvo na Dunaju. Pod njegovim vodstvom so bili v glavnih kmetijskih območjih Tirolske vzpostavljeni dvojezični tečaji vinogradništva, sadjarstva, živinoreje in visokogorskega kmetijstva. Vzpostavil je tudi program raziskav kmetijstva.
Bil je pomemben podpornik zadružnega gibanja 19. stoletja na Južnem Tirolskem. Svoje obsežno znanje na področju pedologije, gnojil, prehrane rastlin in sistematičnih raziskav v kmetijstvu je uspešno prevajal v prakso, kar se je odražalo v višanju kakovosti pridelave vina ter sadja v tem okolju. Danes se po njem imenuje inštitut (italijansko Fondazione Edmund Mach), ki upravlja s centrom, ki ga je vodil.